# Washington College
Le  Washington College est un établissement universitaire américain de la ville de Chestertown située dans le  comté de Kent dans l’État du Maryland. Sa reconnaissance en tant que collège universitaire date de 1782, il fait partie des dix plus anciens collèges agréés par les États-Unis.

## Personnalités liées à l'université

### Professeurs
- James M. Cain, écrivain

### Étudiants
- Robert Crane, biochimiste
- John Emory, évêque
- Mary Adele France (en), enseignante